# يوسوكي نيشياما
يوسوكي نيشياما (باليابانية: 西山 雄介) (18 سبتمبر 1994 في طوكيو في اليابان – )؛ هو لاعب كرة قدم سابق كان يلعب كمدافع.

## وصلات خارجية
- يوسوكي نيشياما على موقع رابطة كرة القدم اليابانية للمحترفين (اليابانية)
- يوسوكي نيشياما على موقع Soccerway.com (الإنجليزية)
- يوسوكي نيشياما على موقع عالم كرة القدم.نت (الإنجليزية)